# Danh sách quốc gia không còn tồn tại
Danh sách này liệt kê các quốc gia không còn tồn tại hay được đổi tên, vì nhiều lý do khác nhau.

## Các nước giải thể
Các quốc gia sau đây đứng trước nguy cơ giải thể và chia thành những nước mới.
- Vương quốc Liên hiệp Anh và Bắc Ireland – Là một nước liên hợp bởi nhiều quốc gia, vương quốc Anh đang đứng trước nguy cơ “vỡ vụn”. Điển hình là sự vụ Scotland trưng cầu ý kiến tách khỏi Anh không thành vào năm 2014 với lý do gánh nặng kinh tế và việc họ phải trả khoản nợ công vô cớ cho Anh. Anh đang đối mặt với vấn đề tự “xé nhỏ” mình sau những bất ổn kinh tế. Đặc biệt sau khi Brexit nổ ra (việc Anh rút khỏi Liên minh Châu Âu) vào 2016 càng đẩy Anh vào lằn ranh suy tồn và dự đoán sẽ có cuộc trưng cầu lần hai của Scotland nhằm giành quyền độc lập với Anh và tìm cơ hội trở lại EU. Brexit đã thả “quả bom” gây phân rã Châu Âu cũng như hội nhập kinh tế giữa các nước nói chung và gây mất đoàn kết cho Anh nói riêng. Quá trình này sẽ còn tiếp diễn và báo động một nước Anh giải thể trong tương lai và tạo ra lãnh thổ 4 nước là Anh, Bắc Ireland, Scotland và Wales. Khi đó, Vương quốc Liên hiệp Anh và Bắc Ireland sẽ giải thể vào năm 2026 hoặc 2040.

Các quốc gia sau đây đã giải thể và chia thành những nước mới.
- Đại Colombia (Gran Colombia) – Simón Bolívar tạo ra lãnh thổ này từ nhiều phần của Đế quốc Tây Ban Nha tại Nam Mỹ. Về sau, Đại Colombia được tách ra thành  Venezuela,  Tân Granada và  Ecuador. Vào năm 1863, Tân Granada đổi tên thành  Colombia; vào năm 1903,  Panama tách ra khỏi Colombia.
- Đế quốc Áo-Hung (Austria-Hungary Empire) – Đế quốc này được thành lập vào năm 1867 từ Đế quốc Habsburg, và bao gồm một phần Áo và một phần Hungary. Đến năm 1918, đế quốc này bị chia thành Áo, Hungary, Tiệp Khắc (Czechoslovakia), Ba Lan và Vương quốc Serb, Croat và Slovene (sau đổi thành  Vương quốc Nam Tư vào năm 1929).
- Đông Đức (Deutsche Demokratische Republik) – Quốc gia tồn tại từ 1949-1990 tại phần lãnh thổ Liên Xô quản lý tại Đức theo điều khoản của Hiệp định Potsdam. Sáp nhập vào  Tây Đức để trở thành một phần của nước  Đức thống nhất ngày nay.
- Nam Tư (Yugoslavia) – Nhà nước được tạo thành từ những phần của Đế quốc Áo-Hung và các Vương quốc Serbia và Montenegro vào các năm 1918-1929. Được thành lập lại sau Chiến tranh thế giới thứ hai và bị tan rã sau khi 4 trong số 6 quốc gia tạo dựng ra Nam Tư là ( Slovenia,  Croatia,  Macedonia và  Bosna và Hercegovina) tách ra vào những năm 1990. 2 nước cộng hòa còn lại đã chính thức đổi lại tên thành  Serbia và Montenegro vào năm 2003. Hiện nay  Serbia và Montenegro lại tiếp tục tách ra thành 2 nước  Serbia và  Montenegro.  Kosovo, một phần lãnh thổ của Serbia cũng tách ra đòi thành lập quốc gia độc lập vào năm 2008.
- Tiệp Khắc (Československo) – Quốc gia được thành lập từ vài phần của Đế quốc Áo-Hung sau khi đế quốc này hoàn toàn tan rã sau Thế chiến thứ I. Đến năm 1993, Tiệp Khắc lại tự chia thành 2 nước cộng hòa:  Cộng hòa Séc và  Slovakia.
- Liên bang Tây Ấn (West Indies Federation) – Nhà nước liên bang được Anh tạo ra năm 1952, nước đã trao trả độc lập ngay cho các thuộc địa cũ của Anh trong vùng Caribe. Liên bang này sụp đổ sau khi  Jamaica bỏ phiếu tách ra.
- Liên bang Mali (Mali Federation) – Do  Sénégal và Sudan thuộc Pháp, cả hai đều nằm trong  Tây Phi thuộc Pháp, lập ra năm 1959 thành 1 quốc gia độc lập. Liên bang này phân chia thành  Sénégal và  Mali năm 1960.
- Liên bang Peru-Bolivia (Peru-Bolivian Confederacy) – Liên bang được thành lập năm 1836 bởi  Peru và  Bolivia cho đến năm 1839.
- Liên Xô (Социалистических Республик) – Được thành lập sau cuộc Cách mạng Tháng Mười năm 1917, bao gồm 15 nước cộng hòa mà sau này đều trở thành các quốc gia độc lập:  Litva,  Latvia,  Estonia,  Moldova,  Belarus,  Ukraina,  Armenia,  Gruzia,  Azerbaijan,  Kazakhstan,  Kyrgyzstan,  Turkmenistan,  Tajikistan,  Uzbekistan và  Nga.
- Cộng hòa Ả Rập Thống nhất (United Arab Republic) – Liên bang được  Ai Cập và  Syria lập ra năm 1958 và giải thể năm 1961, tuy Ai Cập vẫn sử dụng tên gọi này cho đến năm 1971.
- Cộng hòa Liên bang Trung Mỹ (United Provinces of Central America) cũng gọi là Hợp Chủng Quốc Trung Mỹ (United States of Central America) độc lập năm 1823; đã phân rã thành các nước riêng biệt trong nội chiến 1838-1840.
- Liên bang Ba Lan-Litva hay Liên bang 2 Nhà nước (Polish-Lithuanian Commonwealth hay The Commonwealth of the Two Nations) trong thời kỳ 1772–1795 đã bị chia rẽ cho  Nga,  Phổ và  Áo. Các vùng đất này ngày nay được phân bố ở  Ba Lan,  Litva,  Latvia,  Estonia,  Ukraina,  Belarus, và một phần ở  Nga.
- Senegambia – Liên bang lỏng lẻo giữa các nước  Sénégal và  Gambia ở Tây Phi, tồn tại từ 1982-1989.
- Vương quốc Liên hiệp Hà Lan (United Kingdom of the Netherlands; 1815-1830) (Verenigd Koninkrijk der Nederlanden/Royaume-Uni des Pays-Bas) được lập ra trong Đại hội Viên năm 1815, sau này tách thành  Bỉ (nổi dậy năm 1830),  Luxembourg (rời bỏ năm 1835) và  Hà Lan.
- Hãn quốc Kim Trướng (Golden Horde) – vào thập kỷ 1430 chia thành Hãn quốc Kazan, Hãn quốc Krym, Hãn quốc Astrakhan, Hãn quốc Sibir, Đại Hãn quốc Mông Cổ; Nga cuối cùng giành được độc lập.
- Vương quốc Frank/Đế chế Carolingian (Frankish realm)/(Carolingian Empire) – được chia tách cho ba con trai của Louis Sùng Đạo theo Hiệp ước Verdun. Xem Danh sách các vùng đất của Đế chế Carolingien.
- Việt Nam Cộng hòa (Republic of Vietnam, République du Viêt Nam, RVN) (1955 – 1975) – Sau sự kiện 30/4/1975, khi lực lượng của Cộng hòa Miền Nam Việt Nam giành chiến thắng trong cuộc chiến với Việt Nam Cộng hòa đã quản lý toàn bộ miền Nam Việt Nam đến khi diễn ra cuộc Tổng tuyển cử thống nhất đất nước năm 1976.
- Cộng hòa Miền Nam Việt Nam – bắt đầu từ ngày 8/6/1969 rồi chấm dứt vào ngày 2/7/1976 sau khi tái thống nhất với Việt Nam Dân chủ Cộng hòa thông qua cuộc Tổng tuyển cử năm 1976 để thành lập Cộng hòa Xã hội chủ nghĩa Việt Nam[1][2].
- Việt Nam Dân chủ Cộng hòa - bắt đầu từ ngày 2/9/1945 và chấm dứt vào ngày 2/7/1976 sau khi thống nhất với Cộng hòa Miền Nam Việt Nam để thành lập nước  Cộng hoà Xã hội Chủ nghĩa Việt Nam thông qua Tổng tuyển cử năm 1976.
- Quốc gia Việt Nam(1949-1955): Sụp đổ năm 1955 để trở thành nền cộng hòa dân chủ tại miền Nam của Việt Nam.
- Serbia và Montenegro đã giải thể vào năm 2006, tách thành  Serbia và  Montenegro.
- Liên minh miền Nam Hoa Kỳ thành lập từ 11 tiểu bang miền nam Hoa Kỳ vào ngày 12/4/1861. Sau khi tổng thống Hoa Kỳ là Abraham Lincoln đắc cử, ông đã cho xóa bỏ chế độ chiếm hữu nô lệ trên toàn Hoa Kỳ. 11 tiểu bang miền Nam đã phản đối và bỏ phiếu ly khai khỏi chính quốc và chống lại miền Bắc. Đây là nguyên nhân chính dẫn đến cuộc Nội chiến Hoa Kỳ. Chính phủ này tồn tại đến ngày 9/5/1865 thì bị quân đội miền bắc đánh bại và sụp đổ, tái hợp với miền Bắc Hoa Kỳ.
- Cộng hòa Dân chủ Nhân dân Yemen gọi tắt là Nam Yemen, là quốc gia được thành lập năm ngày 30/11/1967 sau khi giành độc lập từ Anh. Quốc gia này tồn tại đến ngày 22/5/1990 thì sáp nhập với  Bắc Yemen (Cộng hòa Ả Rập Yemen) tạo thành nước  Yemen thống nhất như ngày nay.

## Các nước đổi tên
Các tên nước sau đây đã thay đổi:

### Châu Á
- Ba Tư (Persia) – Tên mà phương tây gọi Iran cho đến năm 1935, thực ra nước này luôn tự gọi mình là Iran.
- Xiêm (Siam) – Tên của Thái Lan cho đến năm 1939.
- Ngoại Jordan (Transjordan) – Đổi tên thành Jordan năm 1946.
- Tích Lan (Ceylon) – Tên của Sri Lanka cho đến năm 1972.
- Cộng hoà Khmer (Khmer Republic) – Tên của Campuchia từ 1970-1975.
- Miến Điện (Burma, Birmanie) – Đổi tên cho sát tên nguyên ngữ Myanmar năm 1989. Thực ra người Miến Điện vẫn gọi nước họ là Myanmar từ trước.

### Châu Phi
- Abyssinia – 1 tên cũ của Ethiopia.
- Cộng hoà Congo (Republic of the Congo) – Tên của Cộng hoà Dân chủ Congo (Democratic Republic of the Congo) từ 1960-1966. Đây là hậu thân của Congo-Kinshasa (thuộc Bỉ), không phải nước Cộng hoà Congo hậu thân của Congo-Brazzaville (thuộc Pháp).
- Đế quốc Trung Phi (Central African Empire) – Giai đoạn tạm thời (1977-1979) của Cộng hoà Trung Phi (Central African Republic).
- Thượng Volta (Upper Volta) – Tên của Burkina Faso cho đến năm 1984.
- Bờ Biển Ngà (Ivory Coast) – Từ năm 1985 tên tiếng Pháp của nước này là Côte d'Ivoire được dùng nguyên trong các ngôn ngữ khác, không dịch ra nữa. (Trong tiếng Bồ Đào Nha vẫn dùng tên dịch ra là Costa do Marfim).
- Zaïre – Tên của Cộng hoà Dân chủ Congo (Democratic Republic of the Congo) từ 1971-1997.
- Swaziland – Tên cũ của Eswatini.

### Châu Âu
- Vương quốc Ireland được thành lập 1542, tồn tại cho tới khi nó nhập vào với Vương quốc Anh để hình thành Vương quốc Liên hiệp Anh và Ireland năm 1801 kéo dài tới 1922. Sau đó nó trở thành Nhà nước Tự do Ireland, một nước thuộc địa nhưng tự cai quản, nhưng mất Bắc Ireland mà tách ra 2 ngày sau đó. Đến năm 1937 thì nó trở thành 1 nước độc lập với tên là Ireland hay Éire (tiếng Gaelic).
- Vương quốc Liên hiệp Anh và Ireland (United Kingdom of Great Britain and Ireland) đổi tên thành Vương quốc Liên hiệp Anh và Bắc Ireland (United Kingdom of Great Britain and Northern Ireland) năm 1927 (Thực ra Ireland, trừ miền bắc, đã tách ra từ năm 1922).
- Bohemia – Tên của Cộng hoà Séc cho đến 1918. Đến tháng 10/1918, nó tách ra khỏi Đế quốc Áo-Hung, nhập với Slovakia lập thành nước Tiệp Khắc, kéo dài cho tới ngày 1/1/1993 khi nước này lại chia ra làm đôi.
- Sau Thế chiến thứ nhất, 1918 khi Đế quốc Áo-Hung sụp đổ, Vương quốc Nam Tư được thành lập với tên chính thức trong 11 năm đầu là Vương quốc Serb, Croat và Slovene. Sau Thế chiến thứ hai nó có tên là Liên bang Cộng hoà Nhân dân Nam Tư, rồi lại đổi tên là "Cộng hoà Liên bang Xã hội chủ nghĩa Nam Tư" năm 1963. Tên Cộng hoà Liên bang Nam Tư là tên được gọi 1992, khi các nước Macedonia, Slovenia, Croatia và Bosna và Hercegovina trở thành độc lập, đã được đổi tên thành Serbia và Montenegro năm 2003.
- Macedonia đổi tên thành Bắc Macedonia năm 2019.

### Châu Mỹ
- Tân Connecticut (New Connecticut) – Chỉ tồn tại một thời gian ngắn năm 1777 rồi trở thành Cộng hoà Vermont (Vermont Republic).
- Bolivia được đổi tên từ Cộng hòa thượng Peru nhằm tri ân nhà cách mạng Simon Bolivar.